# Let It Bleed (canción)
«Let It Bleed» —en español: «Déjalo sangrar»—, es una canción de la banda de rock británica The Rolling Stones. Fue escrita por Mick Jagger y Keith Richards, para su álbum del mismo nombre, editado en 1969. Fue lanzada como sencillo en Japón, en febrero de 1970.

## Inspiración y composición
Durante las sesiones de grabación, los dedos de Keith Richards comenzaron a sangrar, ya que venía tocando la guitarra acústica durante horas, mientras Mick Jagger trabajaba con un ingeniero en la pista de la batería. El título vino del deseo de Keith de grabar su parte.
«Let It Bleed» fue grabado casi al mismo tiempo que «Let It Be» de The Beatles, pero los títulos similares fueron sólo una coincidencia.
La canción se abre con deslices de guitarra slide y se mueve rápidamente a la introducción de guitarra acústica en la proyección de acordes C, F y G antes de que el bajo, la batería y el piano se unan, respectivamente. El autoarpa de Wyman puede ser escuchada débilmente durante el primer verso, pero se vuelve inaudible después.
La letra incluye una serie de referencias a las drogas y al sexo, incluyendo la invitación para "coke and sympathy" (coca y simpatía), una referencia a una "enfermera de drogadictos" y las sugerencias de Jagger que todos necesitamos que alguien "bleed on" (sangre) y "come on" (venga) en él. Sin embargo, para el crítico de Allmusic Richie Unterberger, la canción se trata principalmente de la "dependencia emocional", con Jagger dispuesto a aceptar una pareja que quiere apoyarse "en él para el apoyo emocional."
Unterberger también afirma que «Let It Bleed» puede ser "la mejor ilustración" de la forma en que los Stones hacen "un enfoque ligeramente descuidado de trabajo para ellos en lugar de en contra de ellos". También elogia la voz de Jagger, afirmando que la canción representa "una de sus mejores trabajos vocales, con un enfoque sumamente perezoso que parece ser a la vez cariñoso y burlón al mismo tiempo."

## Grabación
«Let It Bleed» fue grabada entre los meses de marzo y julio de 1969, en los Olympic Studios, Londres. Fue producida, al igual que todas las pistas del disco, por Jimmy Miller y contó con la participación del ingeniero de sonido Glyn Johns.
La grabación tuvo lugar antes de la muerte de Brian Jones y también antes de que Mick Taylor se unirá a la banda. Como resultado, Keith Richards tocó la guitarra acústica y slide, Ian Stewart tocó el piano en esta pista (su única aparición en el álbum) mientras Bill Wyman el autoarpa.

## Personal
Acreditados:
- Mick Jagger: voz
- Keith Richards: coros, guitarra acústica, guitarra slide
- Bill Wyman: bajo, autoarpa
- Charlie Watts: batería
- Ian Stewart: piano